# Lhasa Apso
Lhasa Apso este o rasă de câine de dimensiuni mici originară din regiunea Lhasa, Tibet. Lhasa Apso au fost folosiți în trecut pe post de câini de pază în mănăstiri timp de mai bine de două milenii. Blana lor lungă și deasă este perfectă adaptată temperaturilor scăzute din Tibet. Aceasta le acoperă deseori ochii, însă auzul lor este excelent și mirosul foarte sensibil. Călugării tibetani cred că Lhasa Apso au fost în timpurile străvechi lei, deși nu depășesc 30 cm înălțime.